# Silvia Prada
Silvia Prada (nacida en Ponferrada, León, España) es un artista gráfica que vive y trabaja en la Ciudad de Nueva York. Su trabajo como un ilustradora y decoradora consiste en una documentación monocromática y geométrica que captura la representación a veces fetichista de momentos e iconografía decisivas en la cultura de pop. Su trabajo, incluido por primera vez en la revista The Face en 2002, ha contribuido al desarrollo del movimiento de la ilustración contemporánea de la década pasada. Sus ilustraciones han aparecido en publicaciones referentes del arte y la cultura incluyendo The Face, Dazed & Confused, BlackBook, VMagazine, VMAN, Tokion, Candy Magazine, Fanzine 137 y EY Magateen.
Las obras de Prada, ilustraciones a gran escala y/o instalaciones de carteles se han mostrado en museos, ferias de arte y galerías de todo el mundo incluyendo MoCA Shanghái, Colette en París y Deitch Projects en Nueva York
El material principal de sus ilustraciones es el grafito. Los rostros de algunos de los iconos más destacados del siglo XX y XXI son representados mediante una de las técnicas clásicas: el lápiz sobre el papel. Sus dibujos ofrecen un mundo definido por el bombardeo mediático, basado en gran parte en los videoclips de la MTV, revistas de tendencias y otros subgéneros de la cultura juvenil. En definitiva, Silvia Prada hace alusión al consumo de la imagen en la moda, la publicidad o la televisión que proyectan fama, idolatría, tendencia, o fascinación colectiva.
En 2006 publicó "The Silvia Prada Art Book", una reflexión anárquica sobre la historia de la moda en la que establece un diálogo con pintores del siglo pasado. "The New Modern Man: A Styling Chart!, publicado en 2012, muestra una serie de retratos estilizados que destacan los peinados masculines junto con dibujos geométricos. Este libro rinde homenaje a la barbería y los sutiles matices que conforman la identidad masculina y su representación dentro de los parámetros del arte visual popular.

## Exposiciones individuales destacadas
- 2013 The New Modern Hair. Pacific Design Center, Los Angeles
- 2010 Let's Get Busy. Jesus Gallardo Gallery. Guanajuato, México[12]
- 2009 Pin up War. Galería Casado Santapau, Madrid[6]  2008 Fever. Art Lab. MoCA. Shanghái.China[13]  2007 House of Pop. Galería Lluciá Homs. Barcelona[14]  2005 All Things Pop. CASM, Centro de Arte Santa Mónica. Barcelona[15]  2005 Hot or Not. Laboratorio 987.MUSAC. Museo de Arte Contemporáneo de Castilla y León[6]

## Exposiciones grupales destacadas
2011
- Grafika, Instituto Cervantes, Madrid[6]
- Zona Maco Art Fair. Ciudad de México[12]
- Cruised or to be Cruised. Galería Casado Santapau, Madrid[6]
- Huéspedes. MNBA. Museo nacional de Bellas Artes. Buenos Aires. Argentina[16]

2007
- Existencias. MUSAC, Museo de Arte Contemporáneo de Castilla y León[17]
- My 2007. Colette Galería, París[6]
- Arco'06. Galería lluciá Hom, Barcelona[6]

2006
- Cavalier Book Project. Nog Gallery, London[18]
- World Painting. Galería Strany de la Mota, Barcelona[19]
- Próximamente. Museo de Arte Contemporáneo Carrillo Gil, México DF[17]
- Arco'06. Galería lluciá Homs, Barcelona[18]

2005
- Arco'05. Galería Lluciá Homs, Barcelona[6]

2004
- Edad Perversa. Galería Horrach Moyá, Mallorca[6]

2004
- BlackBook. Deitch Proyects Galería, Nueva York[20]

2003
- Papel Chic. Círculo de Bellas Artes, Madrid[6]
- V Convocatoria de Jóvenes Artistas. Galería Luis Adelantado, Valencia[6]

1996
- 8ª Primavera Fotográfica de Cataluña. Departamento de Cultura de la Generalidad de Cataluña. Puede Felipa, Barcelona.[21]

1994
- Uno Cada Uno. Galería Juana de Aizpuru, Madrid.[22]

## Colecciones
- MOCA Shanghái
- MUSAC. Museo de Arte Contemporáneo de Castilla y León

## Comisiones comerciales
2013 
- MSGM, S/S 2013 Advertisement campaign

2012
- (MALIN+GOETZ), Nueva York y Los Ángeles.
- Casa normal, Viena

2008
- Uniqlo Fútbol. Tokio, Japón

2006
- Nike Global, " Siempre en la Carrera"

2005
- Danzha Vodka

2004
- Semana de Moda de la Barcelona

2003
- GAS/DESIGN/EXCHANGE/TOKYO

## Comisiones en revistas
2011
- [./https://en.wikipedia.org/wiki/V_(American_magazine) V] (USA). #68, The Who Cares About Age Issue
- [./https://en.wikipedia.org/wiki/V_(American_magazine) V] (USA). #70, The Star Power Issue
- [./https://en.wikipedia.org/wiki/Pin-Up_Magazine Pin-Up Magazine]. #11, Illustration for a conversation between [./https://en.wikipedia.org/wiki/Rem_Koolhas Rem Koolhas] and [./https://en.wikipedia.org/wiki/Francesco_Vezzoli Francesco Vezzoli]
- Dirty Magazine. Charlotte Free Portraits[23]

2010
- Candy (España), Quién es Que Asunto de Chica
- V Man (EE. UU.). #15, el sueño Rubio
- Hércules. Pedro Almodóvar Especial

2009
- Tokion (EE. UU.). One to One, Silvia Prada on Jeff Koons
- Hércules Universal, El Niño Nuevo en el Asunto de Bloque

2008
- Dazed & Confused (Reino Unido). An Issue of Reinvention[22]
- EY! Magateen. En Memoria Amorosa

2007
- Fanzine 137 (Spain). 5.137, Matt Dillon. Heartbeats Accelerating

2004
- BlackBook (EE. UU.). The Arts Issue
- Carlos (Reino Unido). Good Bye Great Britain

2003
- The Face (UK). Trouble in Sunnydale
- The Face (UK). 2002 Review, Not Forgotten Issue

2002
- The Face (Reino Unido). The Creatives Issue

2002
- Dazed & Confundido (Reino Unido). 10.º Asunto de Aniversario

## Libros editados
2012
- THE NEW MODERN HAIR: A STYLING CHART, Co-published by cultureEDIT and Silvia Prada[24]
- THE NEW MODERN HAIR: A STYLING CHART, Foldout Poster[25]

2010
- RICHARD GERE ON FAKE KANDINSKY PIN UP POSTER[25]

2006
- THE SILVIA PRADA ART BOOK, Published by Silvia Prada[10]